# Karlsviks-Uddervattnet
Karlsviks-Uddervattnet är en sjö i Örnsköldsviks kommun i Ångermanland och ingår i Husåns huvudavrinningsområde. Sjön har en area på 0,0783 kvadratkilometer och ligger 176 meter över havet.

## Delavrinningsområde
Karlsviks-Uddervattnet ingår i det delavrinningsområde (706658-165185) som SMHI kallar för Ovan Bäckraningsbäcken. Medelhöjden är 200 meter över havet och ytan är 1,2 kvadratkilometer. Räknas de 2 avrinningsområdena uppströms in blir den ackumulerade arean 17,05 kvadratkilometer. Stavarvattsbäcken som avvattnar avrinningsområdet har biflödesordning 2, vilket innebär att vattnet flödar genom totalt 2 vattendrag innan det når havet efter 57 kilometer. Avrinningsområdet består mestadels av skog (86 procent). Avrinningsområdet har 0,08 kvadratkilometer vattenytor vilket ger det en sjöprocent på 6,7 procent.